# 소취하계약
소취하계약(訴取下契約,  Vereinbarung bec die Klagerücknahme)은 소속계속 후 소송외에서 원고가 피고에 대하여 소취하를 약속하는 합의를 말하는 민사소송법 상 개념이다.

## 사례
甲은 자기 소유의 A임야에 乙이 무단으로 지상권설정 등기를 하였다는 이유로， 乙을 피고로 지상권설정등기말소청구의 소를 제기하였다. 甲과 乙은 “① 甲은 A임야에 대해서 乙에게 10년 기간의 지상권설정등기를 인정하고, 그 지상권설정과 관련하여 乙은 甲에게 매월 금 300만원을 지급한다. ② 甲은 위 소를취하한다.”는 내용의 소취하계약을 체결하였다.

## 효력
무효설, 사법계약설(다수설), 소송계약설 등의 학설다툼이 있다. 판례는 "원고들의 이 사건소는 당사자들 사이에 소송 외에서 소취하의 합의가 있어 원고들에게 권리보호이익이 없다고 판단하여 원고들의 이 사건 소를 각하한 것은 본원의 판례에 따른 정당한 조치이다."라고 판시하였다.

## 같이 보기
- 소송계약
- 부제소합의
- 소송상합의